# Hyderabad (Distrikt, Pakistan)
Der Distrikt Hyderabad ist ein Verwaltungsdistrikt in Pakistan in der Provinz Sindh. Sitz der Distriktverwaltung ist die gleichnamige Stadt Hyderabad.
Der Distrikt hat eine Fläche von 5519 km² und nach der Volkszählung von 2017 2.199.463 Einwohner. Die Bevölkerungsdichte beträgt 399 Einwohner/km². Im Distrikt wird zur Mehrheit die Sprache Urdu gesprochen. Weitere Sprachen sind Sindhi und Panjabi.

## Lage
Der Distrikt befindet sich im Zentrum der Provinz Sindh, die sich im Südosten von Pakistan befindet. Der Indus grenzt im Westen an den Distrikt. Der Kirthar-Nationalpark befindet sich in dem Distrikt.

## Demografie
Zwischen 1998 und 2017 wuchs die Bevölkerung um jährlich 2,05 %. Von der Bevölkerung leben ca. 83 % in städtischen Regionen und ca. 17 % in ländlichen Regionen. In 434.869 Haushalten leben 1.145.788  Männer, 1.053.510 Frauen und 165 Transgender, woraus sich ein Geschlechterverhältnis von 108,8 Männer pro 100 Frauen ergibt und damit einen für Pakistan häufigen Männerüberschuss.
Die Alphabetisierungsrate in den Jahren 2014/15 bei der Bevölkerung über 10 Jahren liegt bei 59 % (Frauen: 52 %, Männer: 66 %) und damit leicht unter dem Durchschnitt der Provinz Sindh von 60 %.
| Jahr | Einwohnerzahl |
| ---- | ------------- |
| 1972 | 814.060       |
| 1981 | 1.005.460     |
| 1998 | 1.494.866     |
| 2017 | 2.199.463     |